# A1 Team Griekenland
Het A1 Team Griekenland was een Grieks racingteam dat deelnam aan de A1 Grand Prix. Het team werd, net als zusterteam India, gerund door Arena Motorsport. Het team verscheen in slechts twee raceweekenden, op Circuit Park Zandvoort en het Automotodrom Brno met de coureurs Takis Kaitatzis en Nikos Zakos. Hierna werd het team verkocht.